# Морфија од Мелитене
Морфија од Мелитене (?, ? — ?, 1. октобар 1126/1127) била је јерусалимска краљица, супруга Балдуина II.

## Биографија
Морфија је ћерка Габријела, владара Мелитене у Малој Азији. За разлику од својих монофизитских сународника, одгајана је као православка. Након успостављања грофовије Едесе, Габријел постаје њен вазал. Балдуин II постаје владар Едесе 1100. године, а следеће године се оженио Морфијом. Габријел је као мираз Балдуину поклонио 50.000 златних безанта.
Морфија је Балдуину родила четири кћери: Мелисенду, Алису, Ходиерну и Жовету. С обзиром да му није родила мушког наследника, Балдуину су предлагали да Морфију отера, али је он то одбио јер јој је био веома привржен. Када је Балдуин заједно са Жосцелином од Куртенеа заробљен од стране емира Белека, Морфија је прикупила новац којим је откупила свога мужа. Све Морфијине ћерке сем Жовете су се удале за крсташке вође, а Мелисенда је наследила свога оца на јерусалимском престолу као савладарка свога мужа Фулка.

## Породично стабло
|  |                         |  |  |  |  |  |  |  |  |  |  |  |  |  |  |  |
|  | 2. Габријел од Мелитене |  |  |  |  |  |  |  |  |  |  |  |  |  |  |  |
|  |                         |  |  |  |  |  |  |  |  |  |  |  |  |  |  |  |
|  |                         |  |  |  |  |  |  |  |  |  |  |  |  |  |  |  |
|  | 1. Морфија од Мелитене  |  |  |  |  |  |  |  |  |  |  |  |  |  |  |  |
|  |                         |  |  |  |  |  |  |  |  |  |  |  |  |  |  |  |
|  |                         |  |  |  |  |  |  |  |  |  |  |  |  |  |  |  |
|  | 3. [[]]                 |  |  |  |  |  |  |  |  |  |  |  |  |  |  |  |
|  |                         |  |  |  |  |  |  |  |  |  |  |  |  |  |  |  |
|  |                         |  |  |  |  |  |  |  |  |  |  |  |  |  |  |  |